# Dril (aap)
De dril (Mandrillus leucophaeus, voorheen Papio leucophaeus) is een van de meest bedreigde apensoorten van Afrika. De dril is nauw verwant aan de mandril en heeft ook een vergelijkbaar uiterlijk, maar niet het kleurrijke gezicht dat zo kenmerkend voor mandrilmannetjes is.

## Kenmerken
De dril heeft een donkerbruine vacht met een zwart gezicht en een lange snuit. Een ander kenmerk is het onbehaarde, paarsrode achterwerk. De dril eet voornamelijk fruit, maar ook insecten, bladeren, plantenwortelen, zaden, noten en kleine dieren. Mannetjes wegen gemiddeld 20 kilo en worden ongeveer twee keer zo groot als vrouwtjes, die gemiddeld 12 kilo wegen. Drils kunnen 30 jaar oud worden. Ze leven in groepen van 14 tot 200 individuen.

## Verspreiding
De soort komt voor in de bossen van West-Afrika: in Kameroen, Nigeria (ten noorden van de Sanaga-rivier) en op het eiland Bioko (voorheen Fernando Pó), dat bij Equatoriaal-Guinea hoort. De grootste groep drils in gevangenschap bevindt zich in de dierentuin van Hannover in Duitsland.

## Bedreiging
De dril wordt door de IUCN sinds 1986 aangemerkt als een bedreigde soort. Beide ondersoorten worden aangemerkt als bedreigd. De soort is ook sinds 1981 opgenomen in bijlage I van het CITES-verdrag, een lijst met soorten die met uitsterven bedreigd zijn.
De populatie op het Afrikaanse continent wordt geschat op maximaal 3.000 individuen. De grootste beschermde populatie bevindt zich in Nationaal Park Korup in Noord-Kameroen.
De belangrijkste bedreiging voor de soort is habitatverlies door ontbossing (voor houtwinning en landbouw) en wegen- en huizenbouw. Er wordt ook op de soort gejaagd als bron van bushmeat.

## Ondersoorten
Er worden twee ondersoorten erkend:
- Mandrillus leucophaeus leucophaeus (synoniem: M. l. mundamensis) op het Afrikaanse continent
- Mandrillus leucophaeus poensis, alleen op het eiland Bioko.